# Kropswolde (dorp)

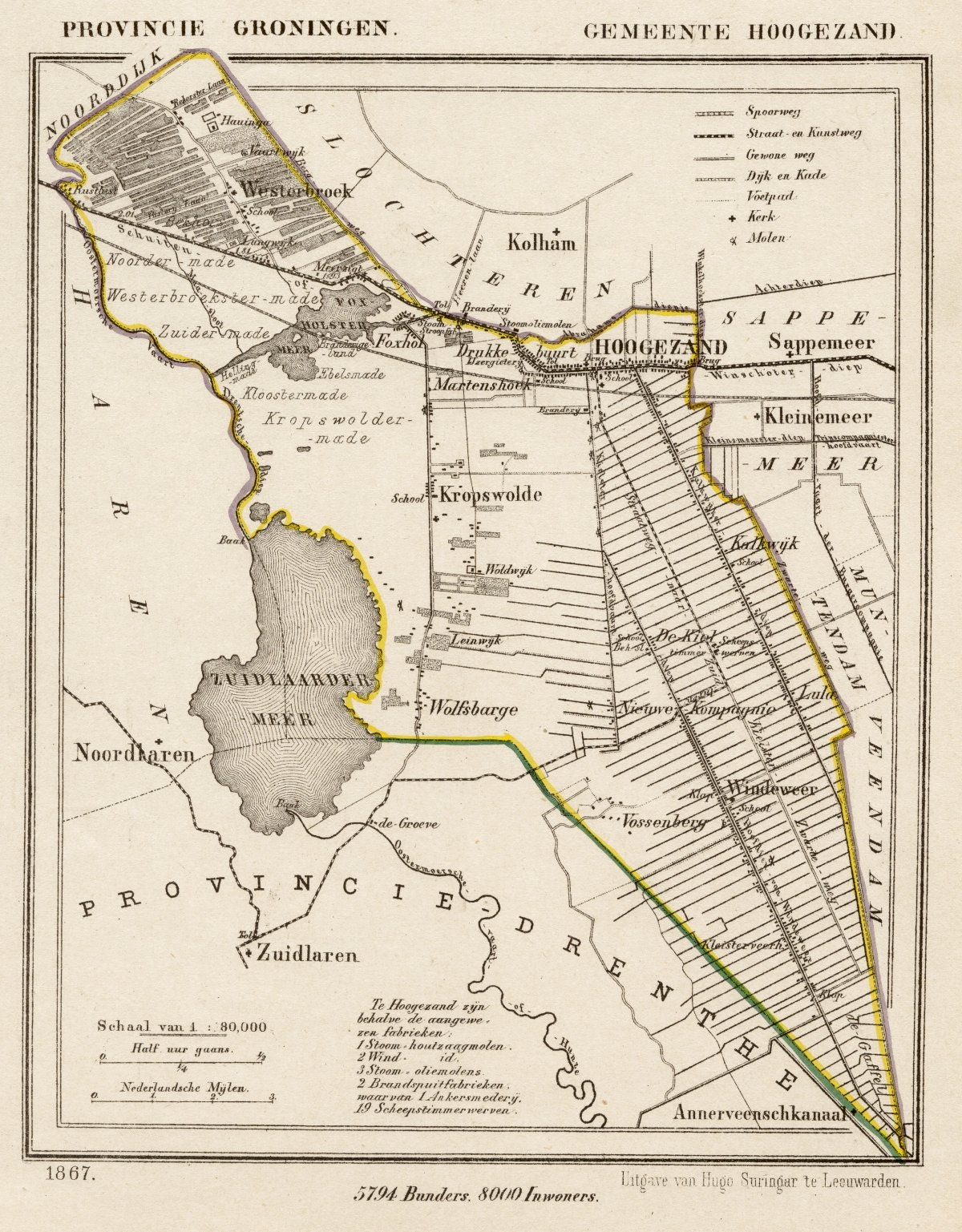
Kropswolde op een kaart van de voormalige gemeente Hoogezand uit 1867.

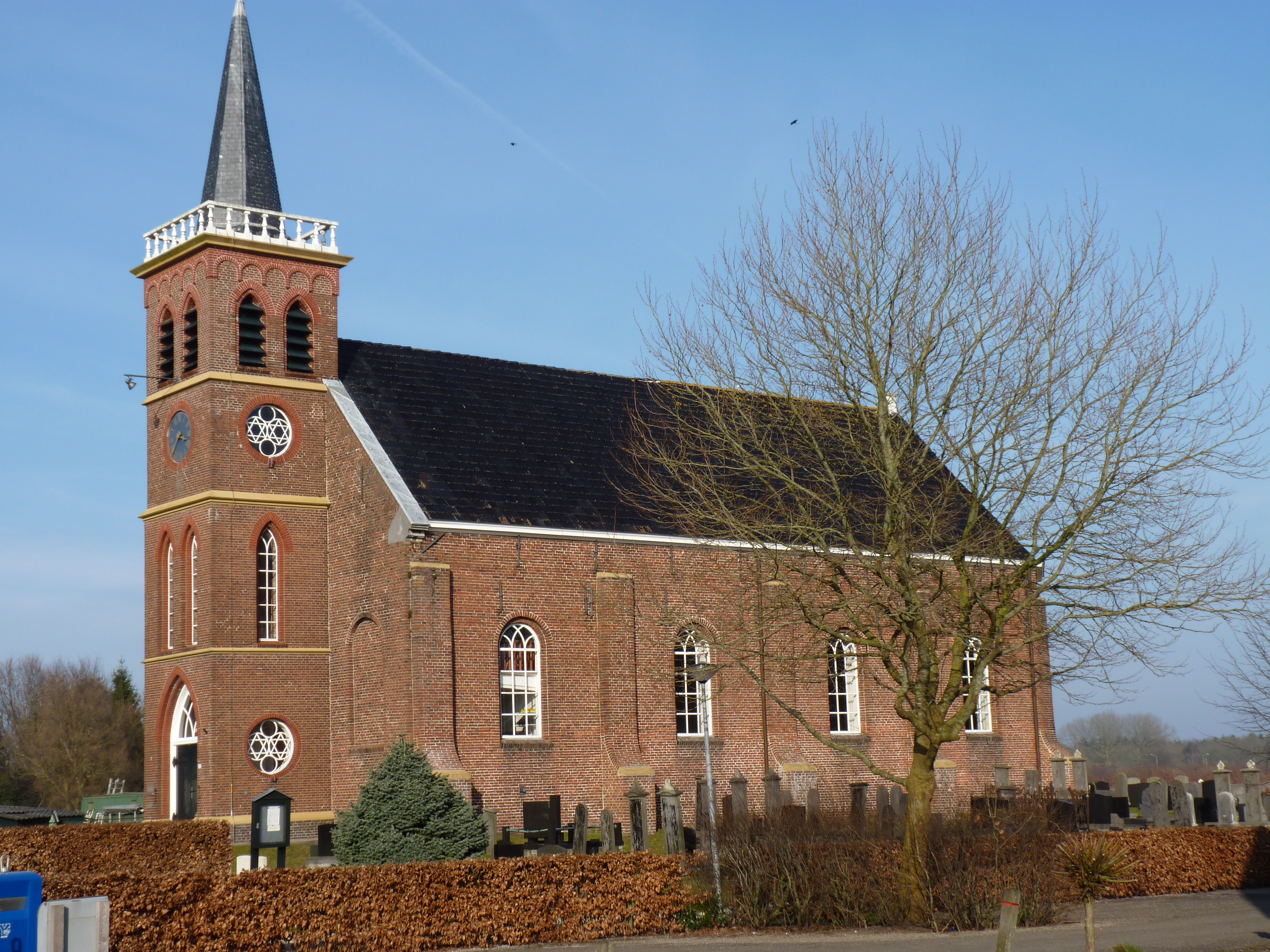
Kerk van Kropswolde uit 1773, met toren uit 1888.

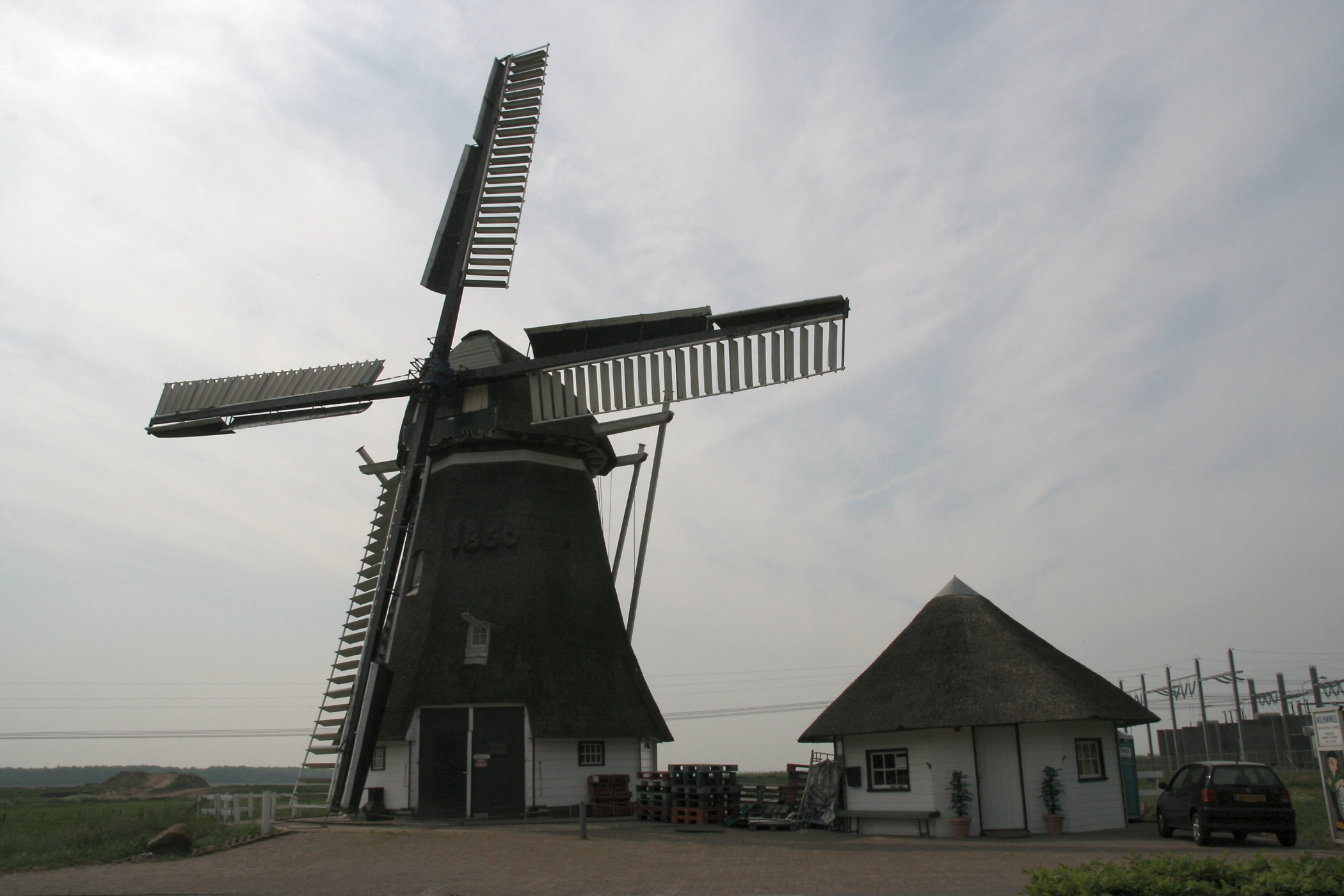
Molen De Hoop uit 1923.

Kropswolde (Gronings: Wòlle) is een dorp aan de noordkant van de Groninger Veenkoloniën in de gemeente Midden-Groningen in de Nederlandse provincie Groningen.

## Geschiedenis
Het dorp maakte deel uit van het oude rechtsgebied Gorecht. De plaatsnaam wordt voor het eerst met zekerheid genoemd in een oorkonde uit het jaar 1249 als Crepeswalda, later ook als Crepeswolda, Crepiswald, Crep(p)eswolde, Creppeswolde of Crepelliswald. Het cisterciënzer vrouwenklooster van Essen of Yesse, gelegen in de nabijheid van het dorp Haren had een voorwerk en veel landerijen in Kropswolde. Het klooster had op eigen kosten uit het moeras ten oosten van het Zuidlaardermeer lange kavels grond ontgonnen. Met ingezetenen van Crepeswalda ontstond een geschil over drie van deze kavels. Over dit geschil is er in het rijksarchief van Groningen een kopie te vinden, gedateerd 18 oktober 1249. Het voorwerk van het klooster is vooral bekend geworden door zijn Mariakapel (zie onder). De Woldweg heette in deze tijd ook wel de Lange Laan of Onze Lieve Vrouwelaan.
De naam Kropswolde gaat vermoedelijk terug op het Oudfriese woord *krepel ('kreupel, mank'), dat ook voorkomt in het woord kreupelhout ('onvolgroeid houtgewas'). Andere verklaringen wijzen op een persoonsnaam *Gripo dan wel op het Oudsaksische en Oudnederlandse woord krop of croppe ('krop'), dat soms 'welving in het landschap' kan betekenen (vergelijk de plaatsnaam Kropp). In het verleden heeft men wel gespeculeerd of de naam Kropswolde afkomstig zou zijn van het stamhoofd Cruptorix. Men verwees dan naar de Annales van Tacitus (Lib.IV.73) waar een villa genaamd Cruptorigis (= 'van Cruptorix') in het Baduhennawoud wordt vermeld, dat ergens in Noord-Nederland gevonden kon worden.
Van de 13e tot 15e eeuw ontwikkelde Kropswolde zich tot een veenkolonie, waarbij een groot deel van het land in het bezit was van verschillende kloosterordes. Ook burgers van de stad Groningen lieten hier turf graven. Deze werd naar de stad vervoerd over de Hunze. De vaart op de Hunze werd beheerst door het Schuitenschuiversgilde, in 1403 opgericht met als doel turf uit het gebied rondom Kropswolde te vervoeren. Buiten het Schuitenschuiversgilde om mochten alleen inwoners van Kropswolde, Wolfsbarge en Westerbroek turf vervoeren, mits hun schepen minder capaciteit hadden dan die van het gilde.
In de 17e, 18e en het begin van de 19e eeuw bevond zich in Kropswolde een flink aantal fraai aangelegde buitenplaatsen en deftige boerderijen van hooggeplaatste burgers uit onder meer Groningen en Hoogezand. In 1773 werd de huidige kerk gebouwd. De toren daarvan dateert uit 1888.
Tot in de 20e eeuw was er voldoende restveen om tot turf te verwerken. Na de vervening werden de dalgrond vooral voor akkerbouw gebruikt.
Ten tijde van de Bataafse Republiek in 1798 werd Kropswolde tijdelijk samengevoegd met Lula en Kiel-Windeweer.

## Mariakapel
De Onze Lieve Vrouwekapel te Kropswolde stond op een omgracht perceel ter hoogte van de Van Royenstraat, dat nog in het begin van de 19e eeuw voorhanden was. De kapel, gesticht op een voorwerk van het Klooster Yesse te Haren, wordt in 1409 voor het eerst vermeld. Mogelijk werd hij gesticht ten behoeve van de turfgravers die op het voorwerk werkten. De restanten van de kapel waren nog in 1625 voorhanden. De verering van Maria gaf aanleiding tot een bedevaart; nog in 1641 werd door de hervormde predikant geklaagd over de katholieken die die Vrouwe van Cropswolde bezochten. Onduidelijk is of een sacramentshuisje met een doopvont, die in 1626 worden vermeld, zich eveneens bij de kapel hebben bevonden.

## Gebouwen
- Kerk (1773).
- Korenmolen De Hoop, achtkante bovenkruier uit 1923. Nog in gebruik.
- Station Kropswolde aan de spoorlijn Groningen - Nieuweschans.
- De Amerikaanse windmotoren Kikkoman en Koetze Tibbe.

## Geboren
- Jean François van Iddekinge (1765-1848), burgemeester
- Kees Visscher (1930-2007), Gronings schrijver en verhalenverteller